# 相沢菜々子
相沢 菜々子（あいざわ ななこ、1996年〈平成8年〉7月7日 - ）は、日本のモデル、タレント、女優、元レースクイーン。福岡県出身。アイズ所属。

## 略歴

### キャンギャルからRQヘ
2017年8月にスカウトされ、同年11月、2018年度の日本スイムスーツ協会（JSA）キャンペーンガールに就任しデビュー。九州地方出身者としては先代（2016年度）の島田七実（宮崎県出身）に続き2人目。アイズ所属者としては初となったが、それ以降JSAの活動が停滞状態となっているため、現時点で最新のJSAキャンペーンガールとなっている。
2018年、SUPER GT「カルソニックレディ」としてレースクイーン活動を開始。福岡県出身者がカルソニックレディに選ばれたのは、2011年の水川衿華（後に「橘七美姫」と改名）以来7年ぶりとなった。

### RAYBRIG - STANLEYレースクイーン
2019年1月12日、同じ事務所の北川みこから引き継ぐ形で、「RAYBRIGレースクイーン」に選ばれたことを「東京オートサロン2019」で発表。2020年度も同事務所の沢すみれと共にRAYBRIGレースクイーンとしてコンビを組んだ。
2020年1月11日に発表された「GOODRIDE 日本レースクイーン大賞2019」では、実行委員会特別賞を受賞。さらに同年12月13日に発表された「サンスポ Race Queen Award 2020」では2代目グランプリを受賞した。だが同年11月26日、スタンレー電気が「RAYBRIG」ブランドの廃止を発表。発表後に富士スピードウェイで行われたSUPER GT最終戦では、RAYBRIG NSX-GTが逆転優勝を果たしたが、RAYBRIGレースクイーンが「レースクイーン・オブ・ザ・イヤー」や「日本レースクイーン大賞」のグランプリを受賞するという夢は叶わなかった。
2021年1月18日、初代「STANLEYレースクイーン」の就任が発表された。TEAM KUNIMITSUでの継続3年目は歴代2番目の長さになる。同年4月24日、自身のYouTubeチャンネルを開設。
2022年1月15日に発表された「MediBang 日本レースクイーン大賞2021」では、レースクイーン大賞を受賞。同テレビ東京賞も受賞し、STANLEY初年度のレースクイーンとして「レースクイーン大賞」に名を残したが、同年3月1日に発表された2022年度STANLEYレースクイーンに相沢の名前がなかったことから、2022年はレースクイーンの活動をしないことを表明した。

### RQ卒業とその後
2023年1月25日に自身初のイメージビデオ『ナナブンノハチ』をリリース。その発売を記念したインストアイベントに於いて、“RQ復帰宣言”をすると、同年2月10日に「ZENTsweeties」の2023年度メンバーに選ばれたことを発表。これによりSUPER GT500クラスの3メーカーを渡り歩いたことになる。さらに「raffinee Lady」としてスーパー耐久のレースクイーンも兼任する。
同年12月、5年に渡るレースクイーンの卒業を発表し、記念グラビアを披露した。レースクイーン卒業は日本レースクイーン大賞など代表的な賞は獲得しやり切ったと思えたこと、チームに関わると特定のチームしか応援できなくなるものの、もっと俯瞰的に応援したくなったことなどを挙げている。
2024年7月5日に初写真集『N』を発売。

## 人物・エピソード

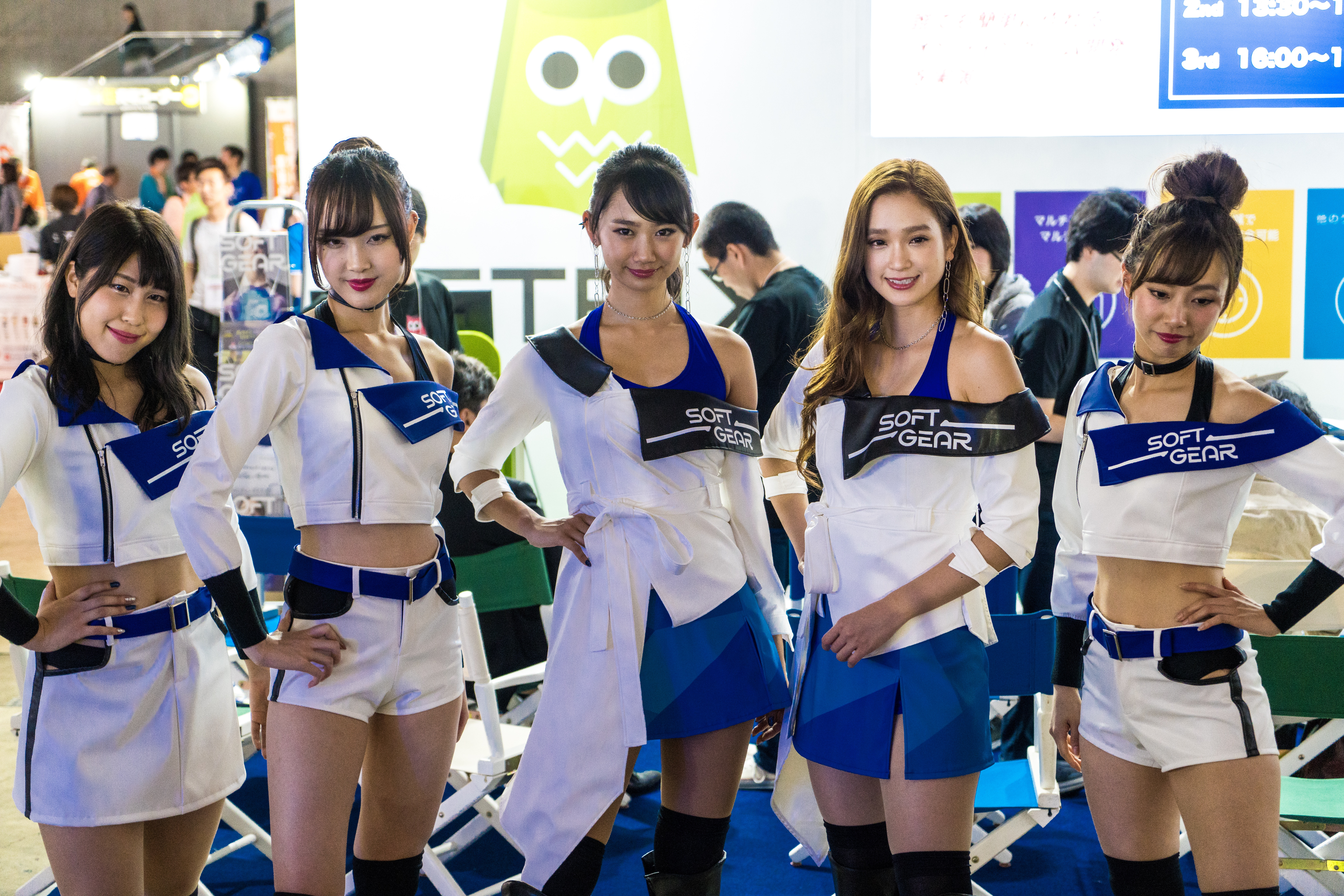
東京ゲームショウ2018のソフトギアブースにて。写真中央が相沢、右から2人目が太田麻美。

- 3歳の頃からクラシックバレエを習い[30]、小・中学時代は水泳を習っていた[5]。JSAのオーディション時は、タイのプーケットに行った時を思い出しながら受けたという[5]。兄弟では弟が一人おり、2024年時点では中国で起業している[26]。
- 身長は173cm。中学3年間で15cmも伸び、今の身長になったという[5]。同じ事務所だった太田麻美とは、「170オーバーズ」[29]とコンビで呼ばれている。
- 日本大学理工学部[26][31]・情報工学専攻[32]卒業。
- ボウリングの最高スコアは218[1][30]。アベレージ180[26]。スカウトのきっかけもボウリングのスコアを上げるために作ったインスタグラム経由である[26]。
- コスプレ披露は、『ダンガンロンパ』の江ノ島盾子[33]、『賭ケグルイ』の桃喰綺羅莉[34]、『呪術廻戦』の狗巻棘[35]、 『SPY×FAMILY』のヨル・フォージャー[36]、異世界転移メイド喫茶CAFE RAVEメイドちゃん[37]、『チェンソーマン』のマキマ[38]。
- 2021年に写真に興味を持ち、ニコンのZ fcを予約して発売当日に手に入れる[動画 2]。『写真ライフ』（日本写真企画）2022年1月号（2021年12月17日発売）に写真と記事が掲載される[39][40]。
- 愛称は「ハチ子」。2020年12月から出演するようになったYouTube「【中古車検索サイト】車選びドットコム」の2021年3月公開 BMW・i8[動画 3]の回で「ドリキン」こと土屋圭市に呼ばれてその後定着した。7より上を目指せという意味があるという[26]。
- 2021年8月15日付のブログで新型コロナウイルス感染症に罹患したことを報告[41]。自宅療養のため同月21日 - 22日のSUPER GT鈴鹿サーキット戦[注 8]を欠場[41]。出演舞台『放課後戦記2021～血塗られた首謀者～』は同年10月9日 - 10日に上演延期となった[43]。
- 2023年5月22日発売の『ヤングキング』（少年画報社）2023年12号で初の表紙（ソロ）を飾る[44][45]。2023年6月26日発売の『ヤングキング』2023年14号で2回目の表紙を飾る[46][47]。
- 2024年2月29日、5シーズン務めたレースクイーンの活動を終え、自動車免許（MT）を取得する。
- 長らく続けていた配信アプリ「ミクチャ」でのファンクラブを閉じ、2024年3月8日から「DMMオンラインサロン」でファンクラブを再稼働させた[48]。
- 2024年3月15日発売の『FRIDAY』（講談社）2024年3月29日号の表紙を飾る[49]。
- 2024年6月25日発売の『BIG ONE GIRLS』（近代映画社）8月号増刊の表紙を飾る。
- 2024年8月27日発売の『月刊アームズマガジン』（ホビージャパン）2024年10月号の表紙を飾る。
- 先述の太田[50]と霧島聖子[注 9]が退所した2025年1月以降、アイズ所属の女性タレントとしては最年長である[52]。

## 活動

### レースクイーン・イメージガール
- 2018年
  - 日本スイムスーツ協会（JSA)キャンペーンガール[5][30]
  - SUPER GT「カルソニックレディ」（相方は藤咲百恵[1][53]）
- 2019年 - 2020年
  - SUPER GT「RAYBRIG TEAM KUNIMITSU」（相方は沢すみれ）[7][8]
  - RIZINガール2020[動画 1]
- 2021年
  - SUPER GT「STANLEY TEAM KUNIMITSU」（相方は原あゆみ）[14]
- 2023年
  - SUPER GT「ZENT TEAM CERUMO」（メンバーは、松田蘭、黒木麗奈、寺地みのり、佐々木美乃里、下光リコ）
  - スーパー耐久「2023 raffinee Lady」（メンバーは、藤井マリー、央川かこ、広瀬晏夕、辻門アネラ、さかいゆりや、一ノ瀬のこ、一之瀬優香）[23]
  - Rally HOKKAIDO「FLEX SHOW AIKAWA Racing with TOYOTIRES FLEXGIRL」（メンバーは、松田蘭）
  - TGR Rally challenge TOYOTA「e投票 FLEX SHOW ORC86 FLEXGIRL」（メンバーは、朝倉咲彩）

## 主な出演

### イベント
- ヨコハマ☆スカベンジ大作戦（2017年12月9日、横浜駅前周辺） - 鈴菜と共に清掃活動を行う[54]。
- プロ野球イースタンリーグ「日本ハム×横浜DeNA」（2018年3月24日、ファイターズ鎌ケ谷スタジアム） - 始球式に参加[注 10]。
- マリンダイビングフェア2018（2018年4月6日、サンシャインシティ）- 三愛水着楽園ビーチリゾート水着ショーに出演[30][56]。
- 第2回660ミーティング　-660マガジン-（2018年9月17日、イエローハット新山下店）
- 東京ゲームショウ2018「ソフトギアブースコンパニオン」（2018年9月20日 - 9月23日、幕張メッセ）[28]
- 東京ゲームショウ2019「ソフトギアブースコンパニオン」（2019年9月12日 - 9月15日、幕張メッセ）[29]
- 東京モーターショー2019「いすゞ自動車ブースコンパニオン」（2019年10月24日 - 11月4日、東京ビッグサイト）[57]
- 魚住誠一presents：高円寺大作戦Vol.4（2020年3月12日、パンディット）
- RIZIN22 ＠ ぴあアリーナMM（2020年8月9日）
- TUFF STAFF presents 『RANPOchronicle彼岸商店』 「音楽劇　押絵と旅する男」上映会&スペシャルトーク（2020年9月13日、阿佐ヶ谷ロフトA）[58]
- RIZIN24 ＠ さいたまスーパーアリーナ（2020年9月27日）
- TUFF STAFF presents 『ハッピーハロウィン2020～Specialガールズトーク』（2020年10月10日、阿佐ヶ谷ロフトA）[59]
- 舞台「放課後戦記2020」Special TALK LIVE Vol.3（2020年12月26日、阿佐ヶ谷ロフトA）[60]
- RIZIN26 ＠ さいたまスーパーアリーナ（2020年12月31日）
- RIZIN27 ＠ 日本ガイシホール（2021年3月21日）
- 緊急開催！若手女優達が阿佐ヶ谷ロフトAを救済するためにしゃべったり、ゲームしたりするイベント（2021年4月21日）
- 緊急開催！若手女優達が阿佐ヶ谷ロフトAを救済しようと思ったら自分たちの公演もなくなっちゃって途方に暮れているトークイベント（2021年5月26日）[61]
- RIZIN28 ＠ 東京ドーム（2021年6月13日）
- 緊急開催！若手女優達が阿佐ヶ谷ロフトAを救済するためにトークしたりするイベント vol.4（2021年6月16日）
- ドラマ「さよなら、ハイスクール」イベント（2021年7月25日）
- 緊急開催！若手女優達が阿佐ヶ谷ロフトAを救済するためにトークしたりするイベント vol.6（2021年9月6日）[62]
- 緊急開催！若手女優達が阿佐ヶ谷ロフトAを救済するためにトークしたりするイベント vol.7（2021年9月17日）
- 緊急開催！若手女優達が阿佐ヶ谷ロフトAを救済するためにトークしたりするイベント vol.8（2021年10月17日）
- 緊急開催！若手女優達がトークしたりするイベント,祝オープン！！ネイキッドロフト横浜編 vol.1（2021年10月30日）[63]
- 緊急開催！若手女優達がトークしたりするイベント ネイキッドロフト横浜編 アイズSP vol.11（2021年12月11日）
- 緊急開催！若手女優達がトークしたりするイベント ネイキッドロフト横浜編 映像版ガスマスクの伊藤さん上映会つき vol.12（2021年12月12日）
- 緊急開催！若手女優達がトークしたりするイベント ネイキッドロフト横浜編 vol.12（2022年2月26日）
- 1部　ドラマ「さよなら、ハイスクール」上映会＋スペシャルトーク（2022年3月19日）[64]
- 緊急開催！若手女優達がトークしたりするイベント ネイキッドロフト横浜編 vol.13（2022年3月21日）[65]
- 緊急開催！若手女優達がトークしたりするイベント ネイキッドロフト横浜編 vol.15（2022年4月23日）
- 緊急開催！若手女優達がトークしたりするイベント ネイキッドロフト横浜編 vol.16（2022年5月4日）[66]
- 緊急開催！若手女優達がトークしたりするイベント ネイキッドロフト横浜編 vol.17（2022年5月4日）[67]
- 緊急開催！若手女優達がトークしたりするイベント ネイキッドロフト横浜編 vol.18（2022年5月15日）
- 緊急開催！若手女優達がトークしたりするイベント ネイキッドロフト横浜編 vol.20（2022年6月11日）
- 緊急開催！若手女優達がトークしたりするイベント ネイキッドロフト横浜編 vol.22（2022年6月19日）
- 緊急開催！若手女優達がトークしたりするイベント ネイキッドロフト横浜編 vol.24（2022年7月24日）[68]
- 緊急開催！若手女優達がトークしたりするイベント ネイキッドロフト横浜編 vol.25（2022年7月24日）[69]
- 緊急開催！若手女優達がトークしたりするイベント ネイキッドロフト横浜編 vol.26（2022年8月6日）
- 緊急開催！若手女優達がトークしたりするイベント 阿佐ヶ谷ロフトA編 vol.28（2022年9月11日）[70]
- 緊急開催！若手女優達がトークしたりするイベント ネイキッドロフト横浜編 vol.32（2022年10月23日）
- ベニバラ兎団 Talk & Improvisation Show ☆ Halloween SP！『 MiX JUiCE 』vol. 1 （2022年10月29日・30日、赤坂CHANCEシアター）[71]
- 新潟フードフェスティバル in FURUMACHI（2022年11月18日、古町モール７）[72]
- NIIGATA IDOL FESTIVAL 2022（2022年11月19日、NIIGATA LOTS）[73]
- Racing Wolrd　CARPRIME × 大湯都史樹（2022年12月4日、スタジオEASE）
- 舞台放課後戦記2022上映会＋アフタートーク編 vol.35（2022年12月18日、ネイキッドロフト横浜）
- 1st DVD「ナナブンノハチ」発売記念イベントトークショー（2023年1月29日、書泉ブックタワー）[74]
- ギャルパラ春祭り～モーターファンフェスタ～（2023年4月23日、 富士スピードウェイ）
- 緊急開催！若手女優達がトークしたりするイベント ネイキッドロフト横浜編 vol.42（2023年4月26日）
- 緊急開催！若手女優達がトークしたりするイベント ネイキッドロフト横浜編 vol.44（2023年6月1日）
- 2nd DVD「ザワイズム」発売記念イベント（2023年8月12日、書泉ブックタワー）
- 2nd DVD「ザワイズム」発売記念イベント（2023年8月19日、ソフマップ）
- 緊急開催！若手女優達がトークしたりするイベント ネイキッドロフト横浜編 vol.53（2023年10月17日）
- 1st トレーディングカード発売記念イベント（2023年11月19日、 書泉グランデ）
- 2024年カレンダー発売イベント（2023年12月2日、ブックファースト新宿店）
- 1st トレーディングカード発売記念イベント（2023年12月17日、ソフマップ）
- 若手女優達がトークしたりするイベント みんなで歌おう若女紅白歌合戦 vol.59（2023年12月21日、 ネイキッドロフト横浜）
- 東京オートサロン2024「VELENO & Garege力」ブース（2024年1月12日 - 14日、幕張メッセ）
- CP+2024「Synology」ブース（2024年2月23日、パシフィコ横浜）
- 「モータースポーツ応援イベント」（2024年4月7日、納屋橋劇場）
- tiktokドラマ 変な時間帯 上演会&スペシャルトーク4（2024年4月10日、ネイキッドロフト横浜）
- 「プロ野球パブリックビューイング」（2024年5月5日、納屋橋劇場）
- 1st 写真集『N』発売記念イベント（2024年7月7日、書泉ブックタワー）
- 3rd DVD「アイ」発売記念イベント（2024年10月5日、書泉ブックタワー）
- 「SCRATCH GIRLS 2」（2024年10月11日在廊在廊、DRELLA Art Gallery）
- 3rd DVD「アイ」発売記念イベント（2024年10月26日、ソフマップ）
- 24超Honda祭　モビリティパーク広報大使（2024年10月27日、本田技研工業㈱四輪開発センター特設会場）
- 2nd トレーディングカード発売記念イベント（2024年11月9日、ソフマップ）
- 2nd トレーディングカード発売記念イベント（2024年12月14日、書泉グランデ）
- 2025年カレンダー発売イベント（2024年12月28日、ブックファースト新宿店）
- 東京モーターサイクルショー2025「岡田商事　アルパインスターズ　ステージモデル」（2025年3月28日 - 29日、東京ビッグサイト）
- Honda All Type R World Meeting 2025　実行委員長（2025年5月10日、モビリティリゾートもてぎ）

### 舞台
- ガスマスクの伊藤さん（2018年7月18日 - 7月22日、六行会ホール）[75]
- 放課後戦記×リアル謎解きゲーム「血塗られた首謀者を探せ」（2018年11月1日 - 4日、本所松坂亭劇場） - 配諏野支檻 役[76]
- 殺陣集団 鴉「今鳴キ鴉ヨ モウ笑エ」（2019年6月22日 - 23日、ラゾーナ川崎プラザソル） - ダンサーとして出演[77]
- 平熱43度-Relation.4-「アシュラ」（2020年3月25日 - 29日、ワーサルシアター） - 月舘紗来/虹村夏恵 役
- 配信舞台「RANPO chronicle彼岸商店 ～幽霊、人間椅子、心理試験～」（2020年8月16日） - 辻堂奈津江 / 椅子 / 白衣 役[78]
- ファイヤーガイズ公演vol.9 朗読劇「オサエロ」（2020年8月26日 - 31日、両国エアスタジオ） - 沢口夏子 役[79]
- シアタープラッツ提携公演「RANPO chronicle彼岸商店 ～人間椅子、幽霊～」（2020年9月19日 - 20日、シアタープラッツ） - 椅子 / 辻堂奈津江 役[80]
- TUFF STUFF「放課後戦記2020」（2020年11月18日 - 23日、六行会ホール） - 戯女遊鎖 役[81]
- E-Stage Topiaプロデュース公演「Meteor Soda～流れ星を見つけたら、僕は君の微笑みの訳を知るだろう～」（2020年12月16日 - 20日、上野ストアハウス） - 那珂根璃果 役[82]
- 配信舞台「RANPO chronicle妄想博覧会 ～人間椅子～」（2021年3月18日） - 椅子 役
- LUCKUP「INDESINENCE  Case : Cold Scarlet Rakesid」（2021年3月24日 - 28日、赤坂 RED THEATER） - 上泉那綱 役
- 配信舞台「放課後戦記～血塗られた首謀者」（2021年5月7日 - 9日） - 配諏野支檻 役[83]
- TUFF STUFF「舞台　放課後戦記2021～血塗られた首謀者～」（2021年10月9日 - 月10日、Theater Mixa） - 配諏野支檻 役[84][43]
- TUFF STUFF「RANPO chronicle妄想博覧会 ～カフェ・ド・ミラージュ～「一人二役、D坂の殺人事件」」（2021年11月25日 - 26日、シアタープラッツ） - 女 / 古本屋の妻 役[85]
- 舞台『BASARA』（2022年1月13日 - 23日、シアターサンモール） - 茶々 役[86][87]
- 舞台『トイレの花子さんたち』（2022年5月25日 - 29日、上野ストアハウス） - レイナ 役[88][89]
- 舞台『左ききのエレン 〜エレンの帰還編〈EREN IS BACK〉〜』-最終章-（2022年6月29日 - 7月3日、六行会ホール）　- 岸あやの / ナタリー・ルッソ 役[90][91]
- 舞台『日之出神社に夜は来ない』（2022年8月24日 - 28日、新宿スターフィールド）  -  月読命 役[92][93]
- TUFF STUFF「舞台　放課後戦記2022」（2022年11月29日 - 12月4日、Theater Mixa） - 戯女遊鎖 役[94]
- 舞台『Bumblebee7』（2023年3月17日 - 26日、東京・I‘M A SHOW）（2023年4月15日 - 16日、愛知・穂の国とよはし芸術劇場PLAT主ホール） - 上海  役[95]
- 永久保貴一の極めて怖い話 -朗読劇舞台-2023（2023年7月14日、浅草花劇場）
- 明治座新春純烈公演（2025年1月7日 - 28日、明治座） - リリー 役[96]
- 新歌舞伎座純烈公演（2025年2月6日 - 17日、新歌舞伎座） - リリー 役[97]
- 新歌舞伎座純烈公演（2025年11月14日 - 23日、御園座） - リリー 役[98]

### テレビドラマ
- 花のち晴れ〜花男 Next Season〜第8話（2018年、TBS）
- 過保護な若旦那様の甘やかし婚 最終話（2024年6月28日、MBS） - 秘書 役

### ショートドラマ
- マウントリベンジ（2025年3月25日、テラードラマ）

### テレビバラエティ
- 待機！無理スカポリス 『最新水着でモテモテ大作戦！』（2017年、kawaiianTV[99]）
- ミクチャTV～〇〇な人連れてきました～（2020年1月26日、千葉テレビ）
- 鎧美女 #72（2020年11月24日〈23日深夜〉、フジテレビONE）- 甲冑：前田利家
- ドリームスシリーズボウリング #6 ガールズチャンピオンボウリング2021（2021年1月26日、フジテレビONE）
- 極雀 season25 （2021年1月29日、フジテレビONE）
- オールナイトe！（2021年2月26日、3月21日、2022年3月5日[100]、フジテレビONE）
- ～地上最強位決定戦～「THE極雀DEポン」（2021年3月19日、フジテレビONE）
- ドリームスシリーズボウリング チャンピオンボウリンググランプリ（2021年3月30日、フジテレビONE）
- 実話怪談俱楽部　The Secret 春の特別版（2021年4月30日、フジテレビONE）
- Tokyo eCamp（2021年8月21日、フジテレビONE）
- 野性爆弾 presents ヴィンテージ王国（2021年10月25日、フジテレビONE）
- グッジョブハンター（2021年、フジテレビ）
- 見取り図じゃん（2023年2月27日、2024年4月16日、テレビ朝日）
- CH. UNKNOWN ー誰も知らない奇妙な夜咄ー（2023年3月27日、テレビ埼玉）
- 全ラ飯（2023年・関西テレビ）
- たのしいてれびBUMBLEBEE7[101]（2024年10月3日 - 11月22日、CBC）

### オリジナルビデオ
- ぞくり。怪談夜話 投稿実話物語 恨　（2020年3月3日リリース）
- ぞくり。怪談夜話 投稿実話物語 禍　（2021年12月3日リリース）

### ウェブドラマ
- さよなら、ハイスクール　（2022年2月28日、Hulu） - 若松かな

### MV
- 有馬元気「裸」Official Music Video（2024年3月7日公開）[102]

## 作品

### イメージビデオ
- ナナブンノハチ（2023年1月25日、イーネット・フロンティア）[2][20]
- ザワイズム（2023年7月28日、イーネット・フロンティア）[103]
- アイ（2024年9月28日、SP-1）

### 写真集
- 1st写真集『N』（2024年7月5日、講談社、撮影：西條彰仁）[27][104]ISBN 978-4-06-536277-8

### グッズ
- 1stトレーディングカード（2023年11月18日リリース、ヒッツ）[105][106]
- 2024年カレンダー　B2×8枚（2023年11月4日リリース、トライエックス[107]）ASIN B0CH1FV5YB - イメージビデオ『ナナブンノハチ』『ザワイズム』からのセレクト写真で構成[108]。
- 2ndトレーディングカード（2024年11月9日リリース、ヒッツ）[109]
- 2025年カレンダー　B2×8枚（2024年11月22日リリース、トライエックス[110]）